# Universidad Sergio Arboleda
La Universidad Sergio Arboleda es una universidad privada colombiana, Lleva su nombre en honor a Sergio Arboleda, intelectual, poeta y político conservador colombiano del siglo XIX, reconocido por ser uno de los ideólogos detrás de la Guerra civil colombiana de 1851, en la que los conservadores se sublevaron para oponerse a la abolición de la esclavitud dentro de su modelo académico se destaca la búsqueda por la internacionalización de sus estudiantes, así pues cuenta con diferentes sedes en Colombia, España y Estados Unidos. Su sede principal está ubicada en la ciudad de Bogotá, así mismo, en Colombia cuenta con sedes en Santa Marta, Barranquilla y en España cuenta con el Centro de Excelencia Internacional Sergio Arboleda - CEISA ubicado en Madrid. 
Dentro de su oferta académica se encuentran programas en pregrado, especializaciones, maestrías y doctorados, educación continuada y educación ejecutiva, según la universidad, su fundamento esencial es «la formación de profesionales integrales capaces de responder a las necesidades actuales, con un profundo sello humanista».[cita requerida]
Está integrada por 8 escuelas, que ofrecen 22 programas de pregrado. En postgrado, ofrece 30 especializaciones, 18 maestrías y 1 doctorado, para un total de 49 programas en esa modalidad. Cuenta con 3 virrectorías, y su máximo organismo de gobierno es el Consejo Superior Universitario. El actual rector es Jorge Noguera Calderón.

## Historia
La Universidad Sergio Arboleda fue fundada en 1984 por Rodrigo Noguera Laborde.  y Álvaro Gómez Hurtado como una propuesta educativa de enseñar a partir del humanismo, teniendo como pilar desde el cual se construye el conocimiento y los valores de la sociedad, para la formación de profesionales con un amplio conocimiento pero ante todo con una visión de cambio, calidad humana y compromiso social, los cuales tendrán a su cargo la transformación del país. 
La Sergio, como es comúnmente conocida, se inicia en Bogotá en 1984 con la Escuela de Derecho (posteriormente llamada Escuela Mayor de Derecho), a la que sigue la Escuela de Filosofía y Humanidades, eje y complemento de la formación humanística. Pocos años después se abren los programas de Administración Empresarial (posteriormente el programa fue sustituido por el programa de Administración de Empresas y Transformación Digital) y Finanzas y Comercio Internacional (posteriormente sustituido por el programa de Finanzas, Fintech y Comercio Exterior).
Interesado en que en su ciudad natal, Santa Marta, existiera una universidad de gran calidad para que la gente de la región se preparará idóneamente, en 1994 Rodrigo Noguera Laborde empieza a funcionar la seccional con la Escuela de Derecho Rodrigo de Bastidas.[cita requerida]
En 1995 La Sergio sigue su expansión con la apertura de la Escuela de Postgrados, además de los programas de pregrado en Matemáticas y Comunicación Social y Periodismo (Hoy Comunicación Social y Periodismo Digital). A estos seguirían Economía, Ingeniería Industrial e Ingeniería de Sistemas y Telecomunicaciones (Hoy Ciencias de la Computación e Inteligencia Artificial). Al año siguiente se inaugura el Centro de Investigaciones Académicas, CIVILIZAR, que más tarde tomaría el nombre de Dirección de Investigación e Innovación, desde donde se impulsa la generación de nuevo conocimiento y su aplicación en la solución de todo tipo de problemas, al tiempo que se encarga del desarrollo, la creación y la innovación de métodos y técnicas pedagógicas que fortalecen los programas curriculares.
Con el fin de facilitar la movilidad de estudiantes, docentes, investigadores y funcionarios, nace en 1997 el Centro de Información y Coordinación para Estudios en el Exterior, CICEX, que luego toma el nombre de Oficina de Relaciones Internacionales. 
Con el inicio de un nuevo siglo, la Universidad construye un moderno Observatorio Astronómico con el fin de complementar la formación humanística y técnica de los estudiantes, porque como lo explicara el Dr. Noguera Laborde, “Después de la Teología, es la Astronomía la ciencia que más nos aproxima a Dios, ya que no se puede entender el Universo sin un Dios creador”.
En el 2001 nace el Comité de Medioambiente que, con el paso del tiempo y las funciones asumidas, toma el nombre de IDEASA, Instituto de Estudios y Servicios Ambientales. Al año siguiente, respondiendo a su compromiso con la sociedad, la Escuela de Matemáticas lanza el proyecto Semicírculo y con éste el programa de Talentos Matemáticos, pionero en Colombia al permitir el ingreso a la aulas de niños y jóvenes que desean desarrollar habilidades en esta ciencia.
El Ministerio de Educación aprueba en el 2005 la primera maestría que ofrece la Universidad: Maestría en Docencia e Investigación Universitaria, además de cinco nuevos programas de pregrado: Contaduría Pública, Publicidad Internacional, Política y Relaciones Internacionales, Ingeniería Electrónica y Música.
En el 2006 se pone en marcha la Fundación Víctimas Visibles cuyo objetivo es visibilizar a las víctimas del conflicto armado en Colombia. Un año después, la Sergio Arboleda lanza el primer satélite colombiano en el espacio: el Libertad 1. El 2009 señala el inicio de la era PRIME Business School
Un año después se inaugura el Doctorado en Derecho, el Centro de Estudios Regionales Estratégicos, CERIE, y el Instituto de Hidrocarburos, Minas y Energía. A inicios del 2011, luego de avalar la excelencia en los procesos, el Icontec concede a la Universidad la certificación NTC-ISO 9001/2000, que ya a la seccional de Santa Marta le había sido otorgada en el 2009. En este mismo año se lanza la Maestría en Comercio Internacional, que recibe en septiembre el Premio Nacional de Exportaciones en la categoría Cooperación Exportadora, por su aporte en la formación de la clase ejecutiva del país. El galardón fue concebido por la Asociación Nacional de Exportadores, Analdex, en el marco del XXIV Congreso Nacional de Exportadores.
En el año 2012 se inaugura en Madrid, España, el Centro de Excelencia Internacional, con la intención contribuir a la internacionalización de las habilidades y competencias de los estudiantes de pregrado y postgrado. Igualmente La Sergio llega a Barranquilla con cursos de actualización para ejecutivos y empresarios.
Ese mismo año se inicia el proceso de aprobación de cinco nuevos programas de pregrado: Ingeniería Ambiental (que se lanza en el segundo periodo del 2012), Comercio Internacional, Logística Empresarial, Administración Ambiental y Criminalística. Lo mismo ocurre a nivel de postgrados con las Maestrías en Gestión Ambiental, Administración Financiera, y Producción y Operaciones, y las especializaciones en Dirección y Gestión de Proyectos, en Derecho Constitucional, en Derecho de la Propiedad Intelectual, Competencia y Protección del Consumidor y en Derechos Humanos y DIH, que empiezan a funcionar en 2013.
La sede en Santa Marta cuenta con certificación de Gestión de la Calidad ISO 90001-2008 ofreciendo a la fecha 9 programas de pregrado y más de 20 especializaciones. Cuenta con aulas virtuales, laboratorios y un Observatorio Astronómico. 
La Universidad ha suscrito acuerdos de intercambio académico, doble titulación, formación en idiomas y pasantías internacionales con pares afines de América, Europa y Australia y Asia. La Universidad tiene proyectos y convenios de excelencia académica, discapacidad física o escasos recursos económicos para que puedan acceder a la educación superior.[cita requerida]
En 2013 entró en un convenio con el instituto educativo distrital Rafael Bernal Jiménez.[cita requerida]
En Septiembre de 2022, el Ministerio de Educación Nacional le notifica sobre la pérdida de la Acreditación de Alta Calidad que había sido otorgada en 2019, debido a manejos administrativos y financieros que afectaron a la Comunidad Universitaria y el pleno cumplimiento de su actividad educativa.
En febrero de 2023, la universidad recupera su acreditación por orden del Tribunal Superior del Distrito Judicial de Bogotá.

## En el deporte
La Universidad compite a nivel profesional en el futsal desde la temporada 2018 en la Segunda División de la Liga Argos teniendo como sede el coliseo de Tenjo.
El 23 de agosto de 2017
se dio a conocer de manera oficial la alianza entre Millonarios Fútbol Club Femenino y la Universidad para la creación de un equipo de fútbol femenino de cara a la Temporada 2019 de la Liga Femenina teniendo como su principal patrocinador al Grupo Allianz. El 18 de diciembre de 2018 se concretó con el aval de la Dimayor la participación del club.
La universidad compite en la temporada 2022 de la Categoría Primera "C" y también en el torneo de fútbol femenino División Avanza.

## Logros y Reconocimientos

### Libertad I
El Libertad 1 fue un satélite artificial construido por el programa espacial de la Universidad Sergio Arboleda. Fue el primer satélite colombiano enviado a órbita. Lanzado el 17 de abril de 2007, junto con otros catorce satélites, a bordo del cohete Dnepr-1 desde el Cosmódromo de Baikonur.
Con una inversión de 800 millones de pesos,
La idea comenzó en el 2001 cuando César Ocampo presentó la idea en un congreso, pero no tuvo mucha acogida. Después, en 2004, el proyecto renació con la ayuda de Raúl Joya, director del observatorio astronómico de la Universidad Sergio Arboleda y de Álvaro Leyva promotor del observatorio, y bajo la dirección técnica del científico Ivan Luna Castro.
En febrero de 2005 se empezó formalmente la construcción del satélite.

## Escándalos
El periodista Daniel Coronell hizo una serie de acusaciones de escándalos con la intención de dañar la reputación de la universidad y asociarla con política, sin embargo, tras el peritaje del tribunal superior, se demostró que estas acusaciones son falsas, y la universidad recuperó su acreditación de alta calidad.

### Uso de bases de datos para participar en política
El 11 de marzo de 2018 se dio a conocer por parte de los estudiantes de la sede de Santa Marta que varios mensajes de texto llegaron a sus teléfonos celulares invitando a votar por Zayda Barrero, esposa del rector de la Universidad Rodrigo Noguera Calderon. La situación generó un fuerte escándalo pues, al parecer se accedió a las bases de datos de los estudiantes para realizar esta campaña electoral.

### Nómina paralela
En enero de 2022, Leonardo Espinosa, director de investigaciones de la Universidad, envío un derecho de petición al Ministerio de Educación de Colombia y la alcaldía de Bogotá, pidiendo que se investigaran presuntas irregularidades en la institución, particularmente denunció una "nómina paralela" donde se le pagaban importantes salarios a controvertidas figuras del país, sin que tales personas prestaran ningún servicio a la Universidad, entre las figuras que estarían recibiendo sueldos sin contraprestación alguna estaban el condenado ex magistrado Jorge Pretelt y el controvertido Fiscal General Francisco Barbosa. Fruto de tales denuncias el ministerio de educación anunció que investigaría la situación a través de su oficina de inspección y vigilancia, investigación que terminó ordenando una visita a las instalaciones de la universidad para corroborar los hechos, sin que exista a la fecha resultado alguno de tal investigación en curso.

### Compra de finca para el rector Rodrigo Noguera
En enero de 2022, un ex decano de la facultad de derecho de la universidad denunció varias irregularidades en la universidad ante el ministerio de educación, entre ellas, el giro de doscientos millones de pesos ($200.000.000) para adquirir una finca llamada "los tres hermanos" en el departamento del Casanare, la finca fue adquirida por una sociedad comercial que es representada por el rector Rodrigo Noguera

### Tráfico de influencias del rector Rodrigo Noguera
En marzo de 2022, varios medios de comunicación hicieron público que la fiscal Angélica Monsalve había sido trasladada a un municipio del departamento del Putumayo como supuesto castigo por decidir imputarle cargos a unos poderosos empresarios de la ciudad de Bogotá, la fiscal Monsalve denunció presiones de figuras públicas como Néstor Humberto Martínez para que desistiera de imputar cargos dentro del caso; como prueba de tales presiones, aportó dos grabaciones, una donde el rector Noguera le insistía abiertamente que debía evitar la imputación y otra de una reunión llevada a cabo en la universidad, donde el mismo Noguera, junto con su hija Catalina Noguera, recapitulaban las presiones ejercidas para que desistiera de imputar cargos contra miembros de la familia Ríos Velilla.

### Acusación de auxilio al paramilitarismo
En abril de 2022, el reconocido narcotraficante y paramilitar Darío Antonio Úsuga, alias Otoniel, entregó ante la JEP una lista con 64 nombres de personas naturales y jurídicas a quienes acusó de ser auxiliadores de la estructura que él comandaba, conocida como "Autodefensas Gaitanistas de Colombia", "los Urabeños" o "El Clan del Golfo", entre las personas relacionadas se encontraba la universidad Sergio Arboleda como institución. Otoniel fue extraditado por el gobierno de Iván Duque antes de terminar sus declaraciones ante la JEP, por que no se supo qué pruebas tenía para vincular a la universidad con la organización criminal. La universidad publicó un comunicado rechazando las acusaciones.

### Pérdida de acreditación de alta calidad
El Ministerio de Educación Nacional ordenó el a la universidad, el 5 de agosto de 2022, retirarle la acreditación de alta calidad que tenía vigente hasta 2025, mas sin embargo, tras una posterior investigación, el tribunal superior le vuelve a otorgar la acreditación de alta calidad.